# Trancrainville
Trancrainville ist eine französische Gemeinde mit 169 Einwohnern (Stand: 1. Januar 2022) im Département Eure-et-Loir in der Region Centre-Val de Loire. Sie gehört zum Arrondissement Chartres und ist Mitglied im Gemeindeverband Communauté de communes Cœur de Beauce. Die Einwohner werden Trancrainvillois und Trancrainvilloises genannt.

## Geographie
Trancrainville liegt etwa 35 Kilometer ostsüdöstlich von Chartres. Umgeben wird Trancrainville von den Nachbargemeinden Neuville Saint Denis im Norden, Oinville-Saint-Liphard im Osten, Le Puiset im Süden, Guilleville im Westen sowie Fresnay-l’Évêque im Nordwesten.
Durch die Gemeinde führt die Autoroute A10.

## Bevölkerungsentwicklung
| Jahr                       | 1962 | 1968 | 1975 | 1982 | 1990 | 1999 | 2006 | 2020 |
| Einwohner                  | 252  | 268  | 224  | 182  | 159  | 170  | 159  | 166  |
| Quellen: Cassini und INSEE |      |      |      |      |      |      |      |      |

## Sehenswürdigkeiten
- Kirche Saint-Pierre aus dem 12. Jahrhundert

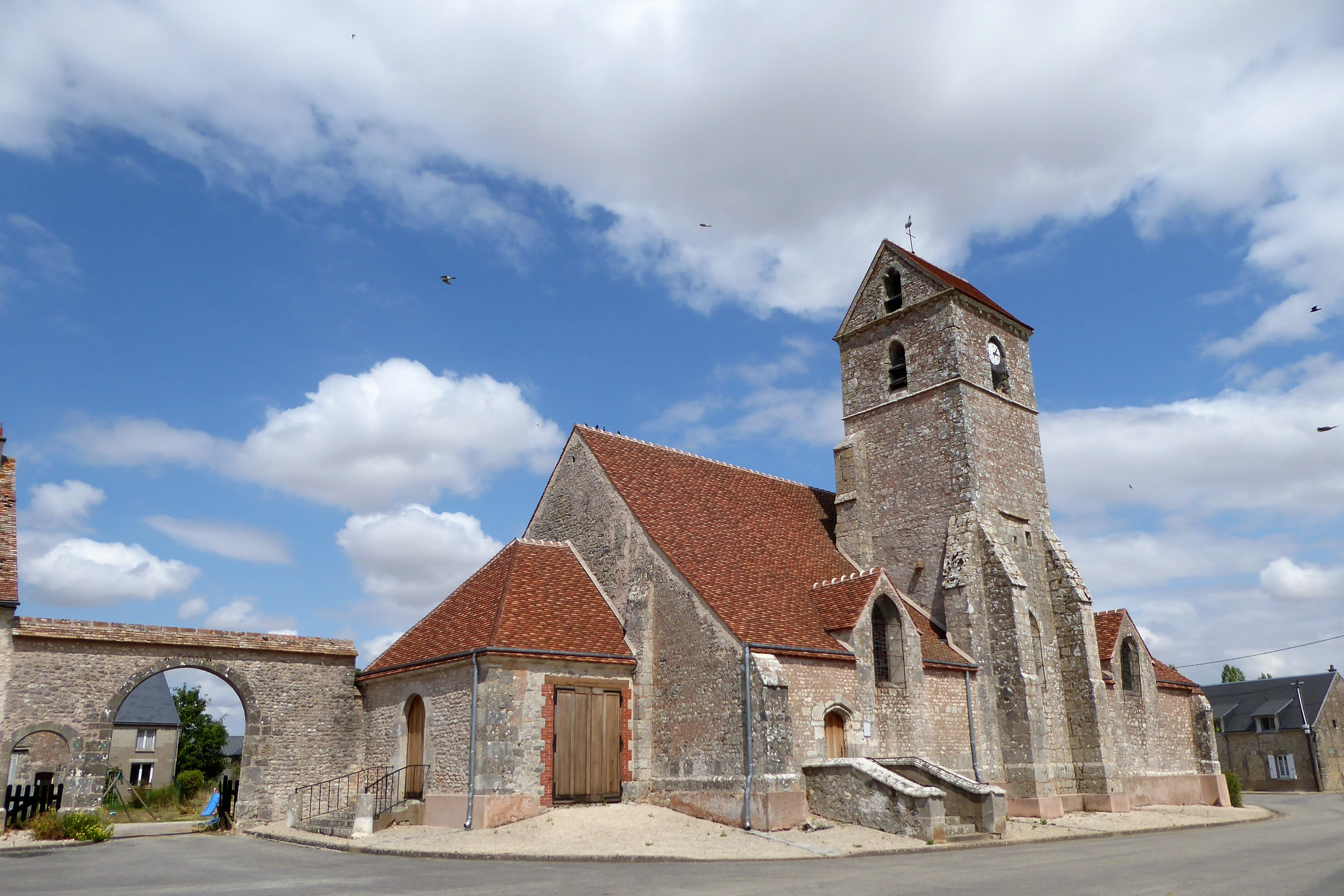
Kirche Saint-Pierre